# Miguel Antonio Amaya
Miguel Antonio Amaya (nacido el 9 de marzo de 1999) es un receptor de béisbol profesional panameño de los Cachorros de Chicago de la Major League Baseball (MLB).

## Carrera Profesional

### Chicago Cubs
Amaya firmó con los Chicago Cubs como agente libre internacional en julio de 2015. Hizo su debut profesional en 2016 con los Cachorros de la Liga Dominicana de Verano, donde bateó .245 con un jonrón y 22 carreras impulsadas (impulsadas) en 58 juegos. Amaya jugó 2017 con los Eugene Emeralds, donde bateó .228/.266/.338 con tres jonrones y 26 carreras impulsadas en 58 juegos, y pasó 2018 con los South Bend Cubs, ganando el Juego de Estrellas de la Midwest League. Honores y bateando .256/.349/.403 con 12 jonrones y 52 carreras impulsadas en 116 juegos. Fue seleccionado para jugar en el All-Star Futures Game de ese año. En 2019, Amaya jugó para los Myrtle Beach Pelicans, bateando .235/.351/.402 con 11 jonrones y 57 carreras impulsadas en 99 juegos. También fue seleccionado para el All-Star Futures Game por segundo año consecutivo. Fue seleccionado para jugar en la Arizona Fall League para los Mesa Solar Sox después de la temporada. Después de la temporada 2019, los Cachorros agregaron a Amaya a su lista de 40 hombres. No jugó un partido de ligas menores en 2020 debido a la cancelación de la temporada de ligas menores provocada por la pandemia de COVID-19. Se sometió a una cirugía de Tommy John durante la temporada baja 2021-22. Los Cachorros enviaron a Amaya a los Tennessee Smokies Doble-A para comenzar la temporada 2023. En 13 juegos para Tennessee, bateó .273/.411/.659 con cuatro jonrones y ocho carreras impulsadas. El 2 de mayo de 2023, los Cachorros ascendieron a Amaya a las ligas mayores por primera vez.

## enlaces externos
- Esta obra contiene una traducción  derivada de «Miguel Amaya (baseball)» de Wikipedia en inglés, publicada por sus editores bajo la Licencia de documentación libre de GNU y la Licencia Creative Commons Atribución-CompartirIgual 4.0 Internacional.
- Miguel Amaya en MLB
- Miguel Amaya en ESPN

- Datos: Q118139338